# Geología de las Islas Canarias

Mapa de las islas Canarias.

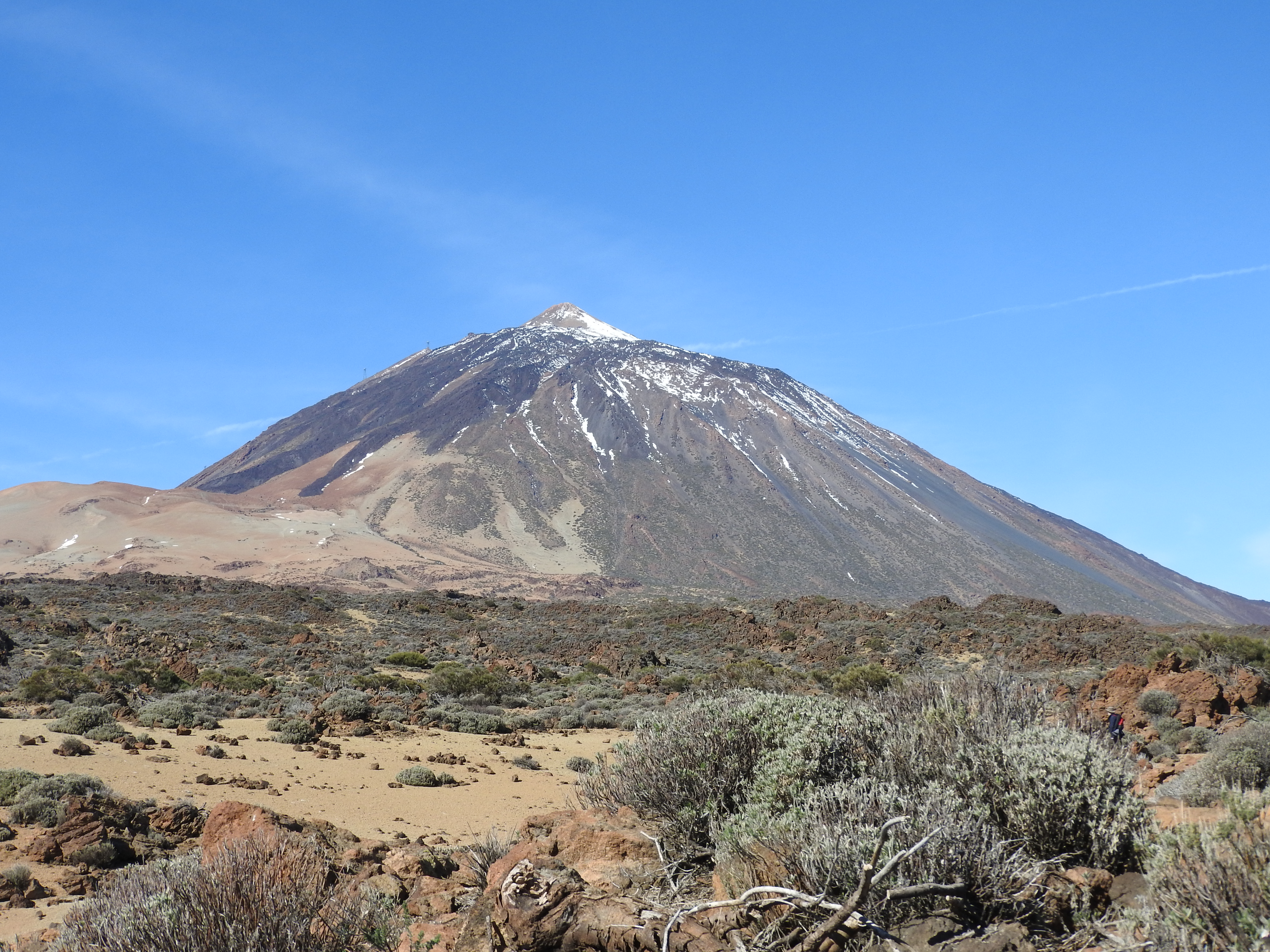
Estratovolcán del Teide en Tenerife.

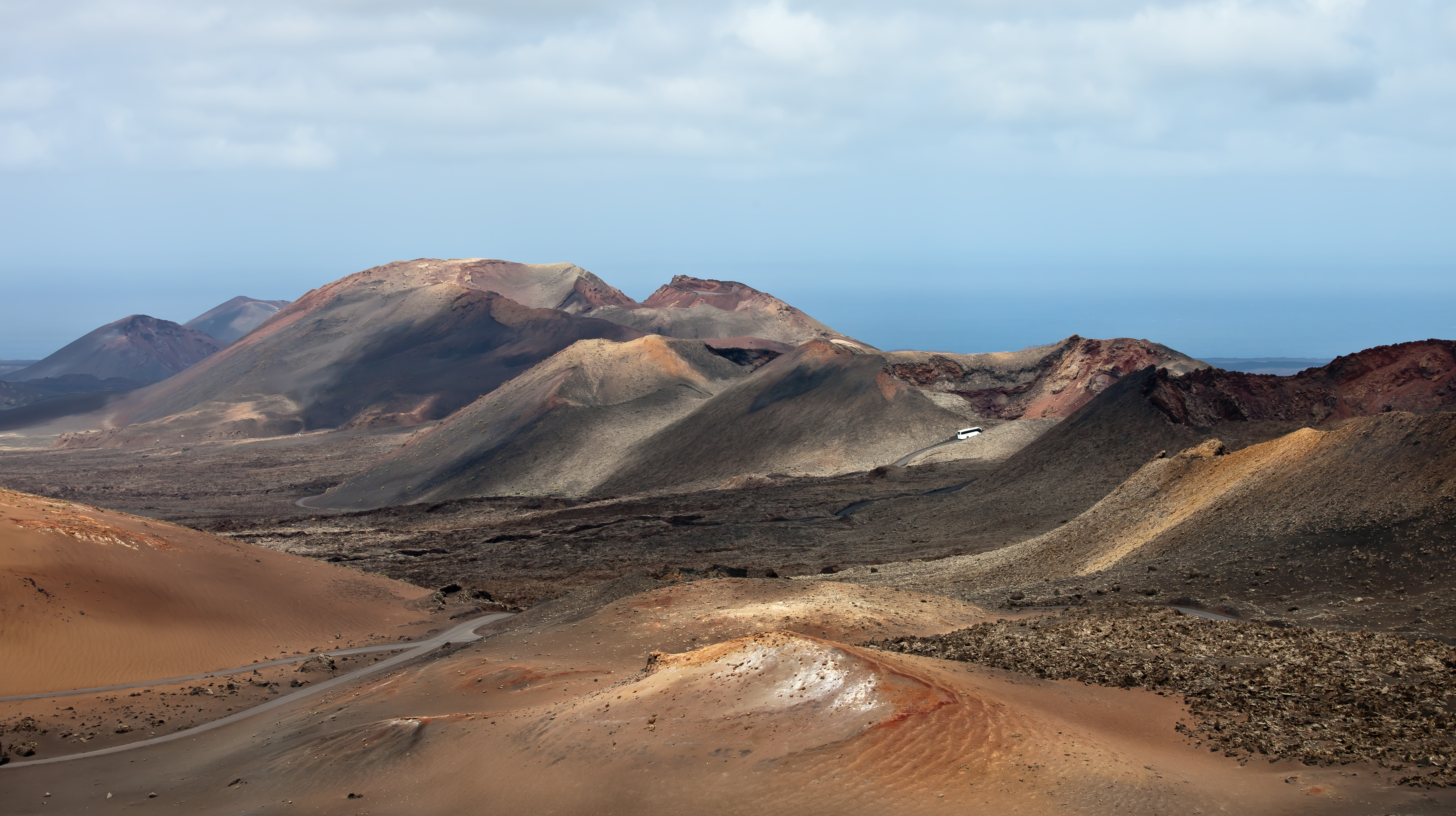
Conos volcánicos en Lanzarote.

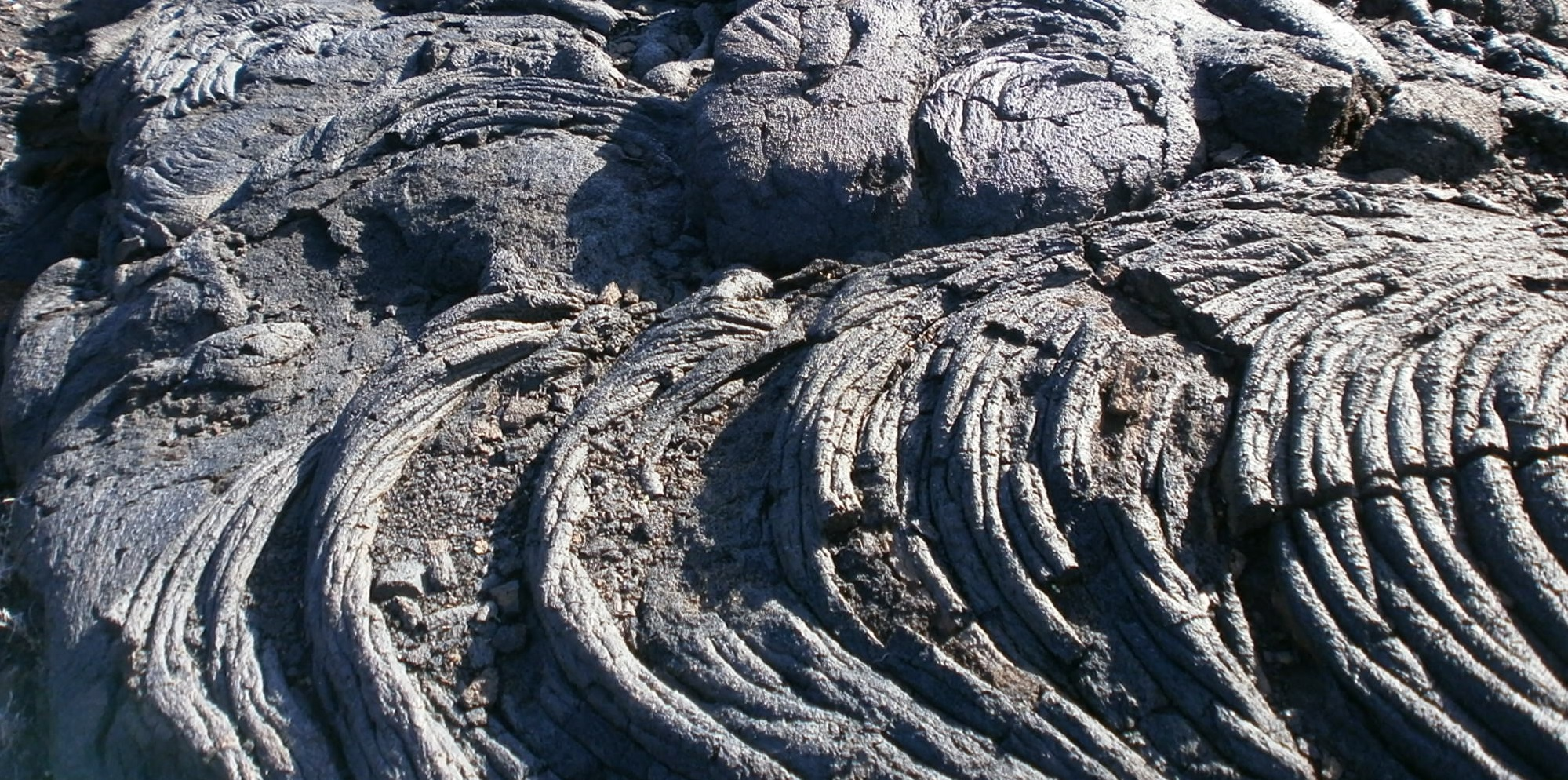
Un flujo de lava en El Hierro.

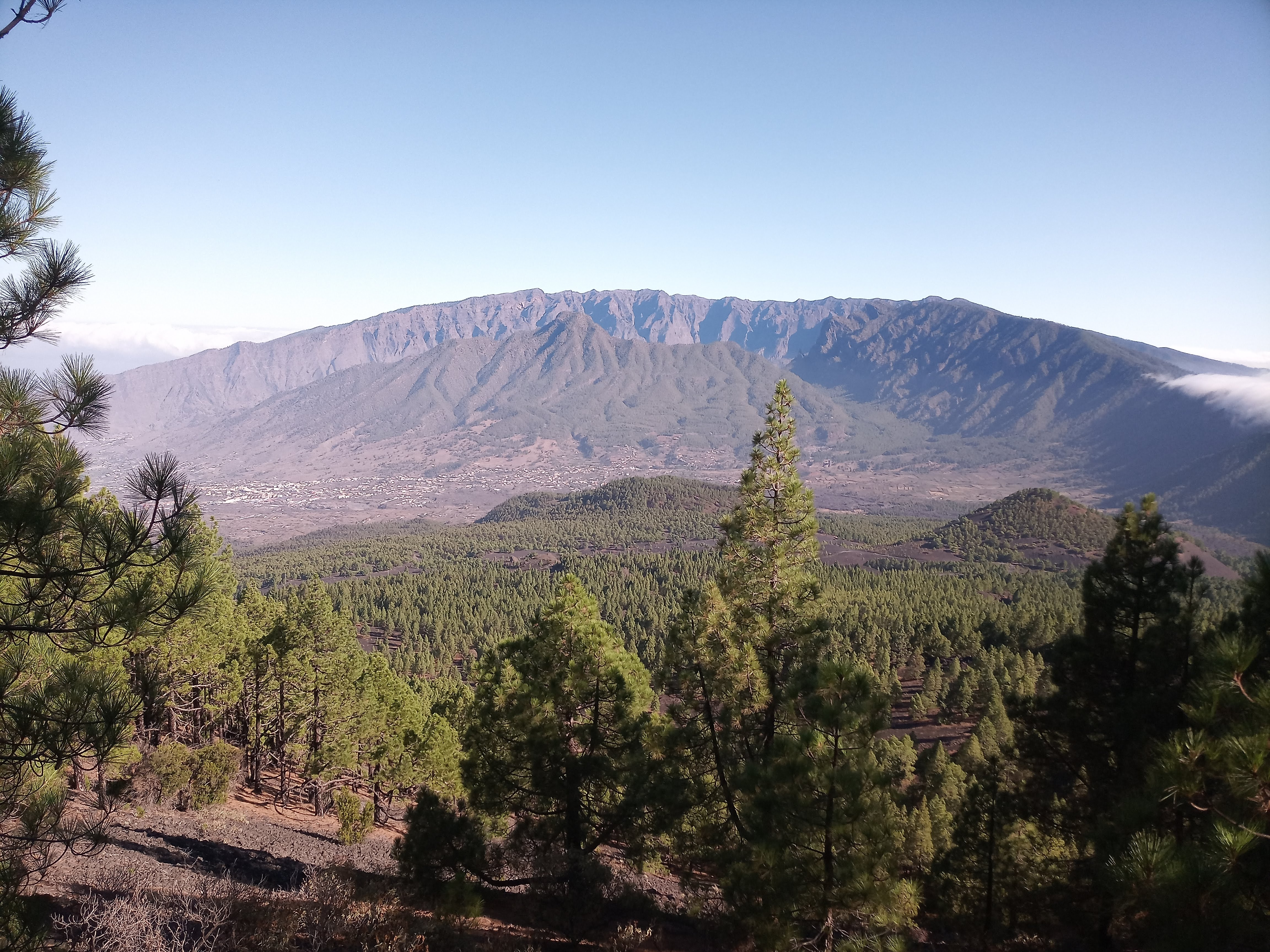
Caldera de Taburiente en La Palma.

La geología de las islas Canarias está dominada por la roca volcánica. Las islas Canarias y algunos montes submarinos del noreste forman la provincia volcánica de Canarias, cuya historia volcánica comenzó hace unos 70 millones de años. La región de las Islas Canarias sigue siendo volcánicamente activa. La última erupción volcánica en tierra se produjo en 2021 y la última erupción submarina fue en 2011-12.
Las islas Canarias son un archipiélago de islas volcánicas de 450 km de longitud y orientación este-oeste, situado en el Océano Atlántico Norte, a 100-500 km de la costa del noroeste de África. Las islas están situadas en la placa tectónica africana. Las islas Canarias son un ejemplo de vulcanismo intraplaca porque están situadas lejos (a más de 600 km) de los bordes de la placa africana.
De este a oeste, las islas principales son Lanzarote, Fuerteventura, Gran Canaria, Tenerife, La Gomera, La Palma y El Hierro. También hay varias islas e islotes menores. Las siete islas principales de Canarias se originaron como volcanes submarinos separados en el fondo del océano Atlántico, que se encuentra a una profundidad de entre 1000 y 4000 m en la región canaria.
Lanzarote y Fuerteventura son partes de una única cresta volcánica llamada Canary Ridge. Estas dos islas actuales fueron una sola isla en el pasado. Parte de la cresta se ha sumergido y ahora Lanzarote y Fuerteventura son islas distintas, separadas por un estrecho de 11 km de ancho y 40 m de profundidad.
La actividad volcánica se ha producido durante los últimos 11 700 años en todas las islas principales excepto en La Gomera.

## Etapas de crecimiento
Las islas volcánicas oceánicas, como las Canarias, se forman en las partes profundas de los océanos. Este tipo de islas se forman mediante una secuencia de etapas de desarrollo:
- (1) etapa submarina (monte submarino)
- (2) etapa de construcción de escudos
- (3) etapa en declive (La Palma y El Hierro)
- (4) etapa de erosión (La Gomera)
- (5) etapa de rejuvenecimiento / post-erosión (Fuerteventura, Lanzarote, Gran Canaria y Tenerife).[10]

Las islas Canarias se diferencian de otras islas volcánicas oceánicas, como las islas de Hawái, en varios aspectos: por ejemplo, las Canarias tienen estratovolcanes, estructuras de compresión y ausencia de hundimiento.
Las siete islas principales de Canarias se originaron como volcanes submarinos separados en el fondo del océano Atlántico. Cada monte submarino, construido por la erupción de muchas coladas de lava, acabó convirtiéndose en una isla. Las erupciones volcánicas submarinas continuaron en cada isla. Las erupciones de fisuras predominaron en Lanzarote y Fuerteventura, lo que dio lugar a una topografía relativamente tenue con alturas inferiores a los 1000 m. Las demás islas son mucho más accidentadas y montañosas. En el caso de Tenerife, el edificio volcánico del Teide se eleva unos 7500 m sobre el fondo oceánico (unos 3780 m bajo el agua y 3715 m sobre el nivel del mar).

## La edad
La edad de las lavas en erupción subaérea más antiguas de cada isla disminuye de este a oeste a lo largo de la cadena de islas: Lanzarote-Fuerteventura (20,2 Ma), Gran Canaria (14,6 Ma), Tenerife (11,9 Ma), La Gomera (9,4 Ma), La Palma (1,7 Ma) y El Hierro (1,1 Ma).

## Tipos de rocas

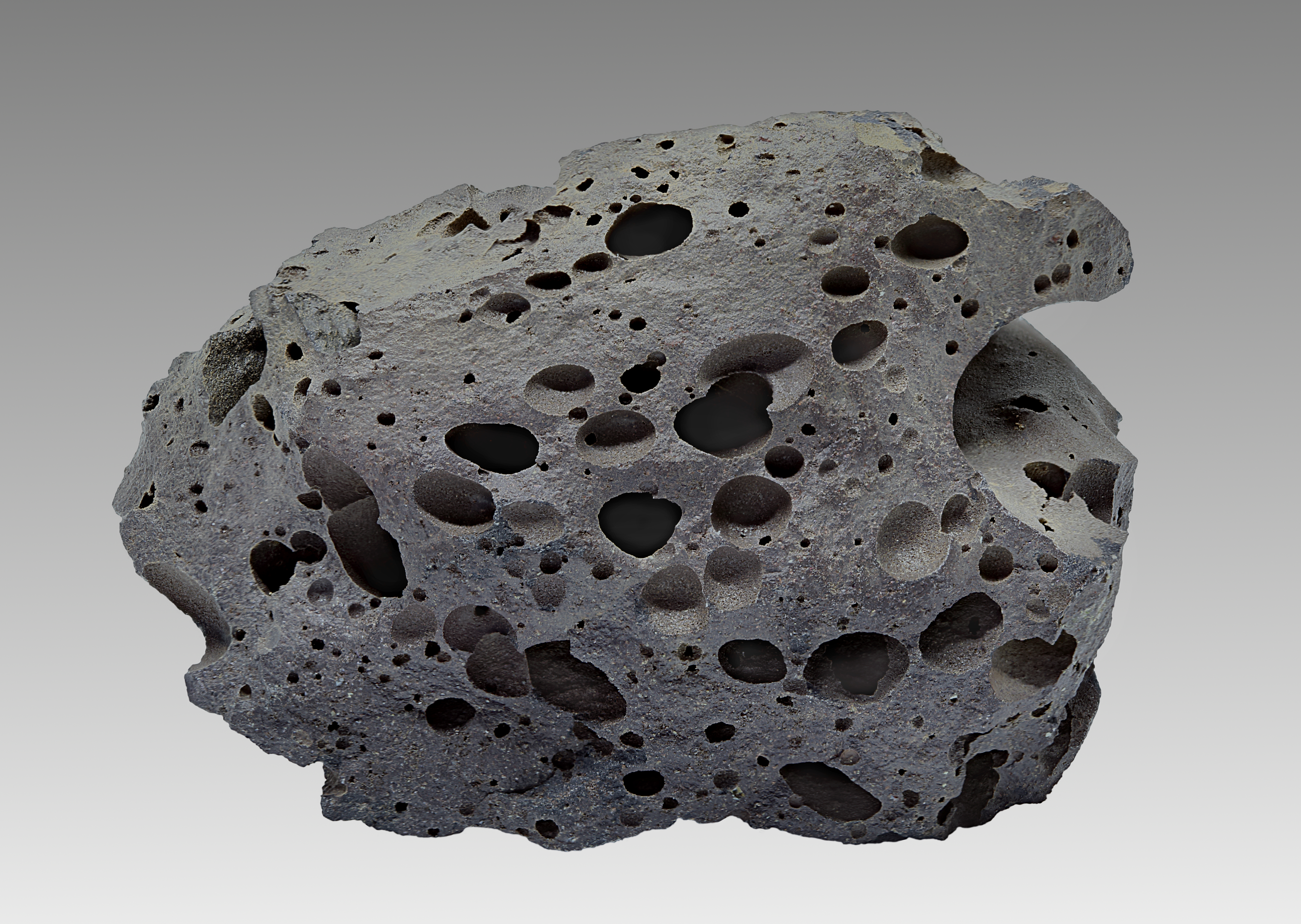
Roca de lava basáltica con agujeros (vesículas) donde quedaron atrapadas burbujas de gas dentro de la lava cuando se fundió, de Lanzarote (longitud: 6 cm (2,4 pulgadas)).

Los tipos de rocas volcánicas que se encuentran en las islas Canarias son típicos de las islas oceánicas. Las rocas volcánicas incluyen basaltos alcalinos, basanitas, fonolitas, traquitas, nefelinitas, traquiandesitas, tefritas y riolitas.
Los afloramientos de rocas plutónicas (por ejemplo, sienitas, gabros y piroxenitas) se encuentran en Fuerteventura, La Gomera y La Palma. Aparte de algunas islas de Cabo Verde (otro grupo de islas en el océano Atlántico, alrededor de 1400 km al suroeste de las islas Canarias), Fuerteventura es la única isla oceánica conocida que tiene afloramientos de carbonatita.

## Accidentes geográficos volcánicos
En las islas Canarias se producen ejemplos de los siguientes tipos de accidentes geográficos volcánicos: volcán en escudo, estratovolcán, caldera de colapso, caldera de erosión, cono de ceniza, domo de lava, cono de escoria, cono de toba, anillo de toba, maar, flujo de lava, campo de flujo de lava, dique, tapón volcánico.

## Causas
Se han propuesto varias hipótesis para explicar el vulcanismo de Canarias. Dos hipótesis han recibido la mayor atención de los geólogos: 
- (1) el vulcanismo está relacionado con fracturas de la corteza que se extienden desde las montañas del Atlas de Marruecos;
- (2) el vulcanismo es causado por la placa africana que se mueve lentamente sobre un punto caliente en el manto de la Tierra. Actualmente, un punto caliente la explicación aceptada por la mayoría de geólogos que estudian Canarias.[17][18]